# Novera Ahmed
Novera Ahmed (29 tháng 3 năm 1939 - 5 tháng 5 năm 2015) là một nhà điêu khắc hiện đại người Bangladesh. Cô đã được Chính phủ Bangladesh trao tặng giải Ekushey Padak vào năm 1997. Nghệ sĩ Zainul Abedin đã mô tả công việc của cô rằng "Những gì Novera đang làm bây giờ sẽ khiến chúng ta mất nhiều thời gian để hiểu - cô ấy là một nghệ sĩ cỡ đó".

## Đầu đời và giáo dục ban đầu
Novera Ahmed sinh ngày 29 tháng 3 năm 1939 tại Bangladesh.  Gia tộc của cô ở Chittagong, nhưng cô ấy được sinh ra ở Calcutta. Ahmed học ở Calcutta và Comilla. Năm 1955, cô đã được trao Bằng Cao đẳng Thiết kế về khóa học Người mẫu và Điêu khắc của Camberwell College of Arts ở London. Tại Camberwell, cô theo học nhà điêu khắc người Anh Jacob Epstein và nhà điêu khắc người Tiệp Khắc Karel Vogel. Năm 1966, cô gặp nghệ sĩ Đan Mạch Asger Jorn ở Paris. Cô học điêu khắc châu Âu từ nhà điêu khắc Venturino Venturi ở Florence và sau đó ở Vienna. Cô chịu ảnh hưởng của nhiều nhà điêu khắc hiện đại phương Tây như Henry Moore.

## Sự nghiệp
Ahmed đã hợp tác với Hamidur Rahman trên thiết kế ban đầu của Shaheed Minar, Dhaka. Trong thời gian 1956-1960, cô đã thực hiện khoảng 100 tác phẩm điêu khắc ở thủ đô Dhaka. Trong số 100 tác phẩm điêu khắc của cô, 33 tác phẩm điêu khắc hiện đang ở Bảo tàng Quốc gia Bangladesh. Triển lãm đầu tiên của Ahmed được tổ chức tại Đại học Dhaka năm 1960. Một cuộc triển lãm khác về các tác phẩm của cô đã được tổ chức tại Lahore năm 1961. Triển lãm cuối cùng của cô cũng được tổ chức tại Paris vào tháng 7 năm 1973.

## Phong cách và kỹ thuật
Các tác phẩm ban đầu của Ahmed giống như các dạng hình học được tạo ra bởi đá và các dạng bê tông và hình người - trộn lẫn hình người và động vật. Sau đó, cô sử dụng sắt thép và sau đó là đồng. Cô bắt đầu phun sơn, sử dụng hài cốt máy bay từ quân đội Hoa Kỳ (1964 19191969). Sau tai nạn tồi tệ của cô, các bức vẽ của cô bao gồm các hình dạng và hình dạng của một nhân vật thiền định: không gian, đảo, chim trên bầu trời, phượng, hoa, nước, ánh nắng mặt trời và mặt trăng, phong cảnh tối giản, hình người quay về phía chân trời mới v.v...

## Đời tư
Ahmed đã kết hôn với một sĩ quan cảnh sát vào giữa năm 1945 tại Calcutta. Hai người đã ly hôn vào cuối năm 1945. Cô bắt đầu sống ở Pháp từ những năm 1970. Năm 1984, cô kết hôn với Gregoire de Brouhns.

## Cái chết và di sản
Ahmed bị đột quỵ năm 2010 và cô phải ngồi xe lăn kể từ đó. Cô qua đời vào ngày 6 tháng 5 năm 2015 tại một bệnh viện ở Paris, Pháp.
Vào tháng 8 năm 2017, Bộ Văn hóa của Chính phủ Bangladesh đã công bố kế hoạch mua mười bức tranh của Ahmed với giá 47.000 đô la.

## Tác phẩm được chọn

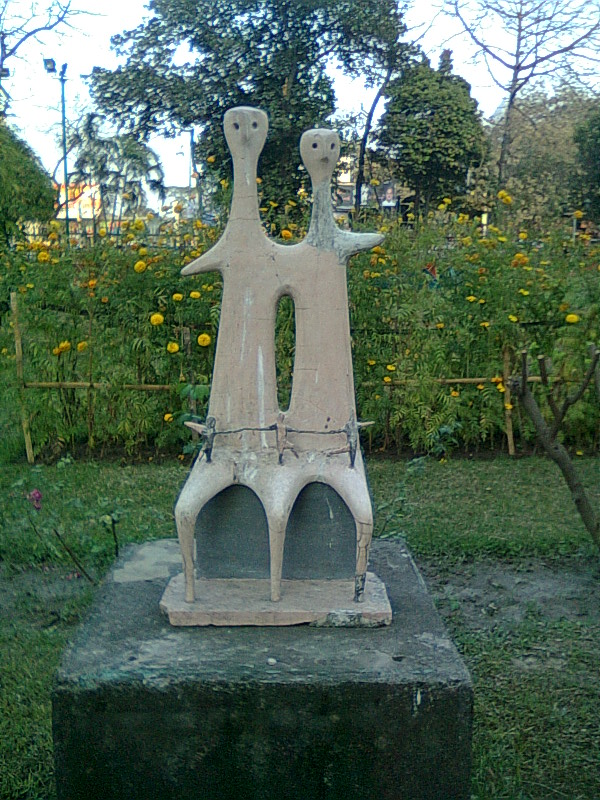
Thành phần
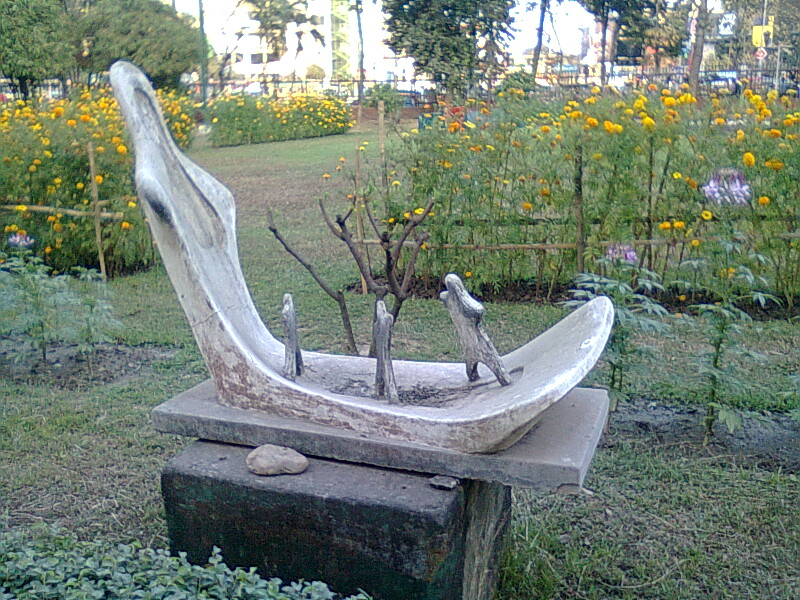
Hình ngả
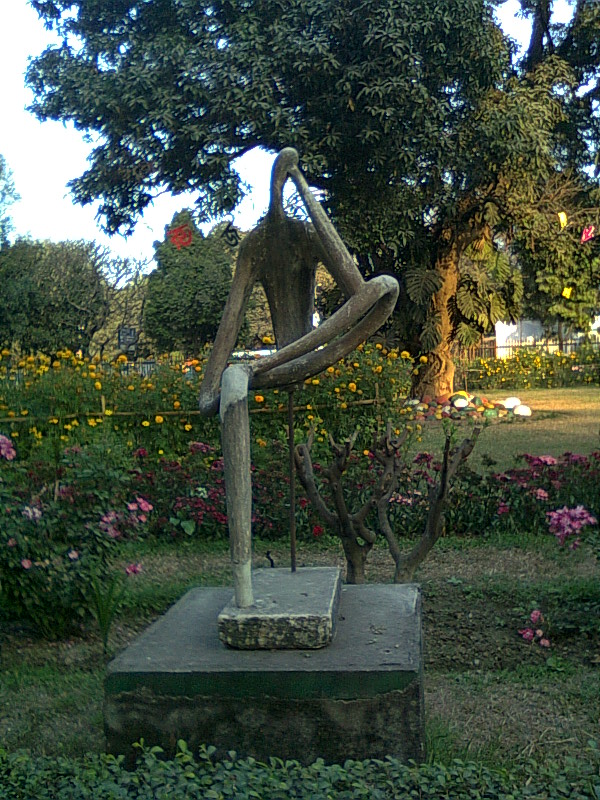
Người phụ nữ ngồi